# Higini Anglès i Pàmies
Higini Anglès i Pàmies   (Maspujols, 1 de gener de 1888 - Roma, 8 de desembre de 1969) fou un capellà i musicòleg català.

## Biografia
Fill de Josep Anglès i Sans pagès natural de Maspujols i de Maria Pàmies i Hortoneda els dos naturals de Maspujols.Va estudiar a Reus i des del 1900 al seminari de Tarragona, essent ordenat sacerdot el 1912. Fixà la seva residència a Barcelona per poder ampliar els estudis musicals; tingué per mestres J.M. Cogul (harmonia), V.M. Gibert (contrapunt, fuga i orgue), J. Barberà (cançó popular i composició), Felip Pedrell (història de la música i musicologia) i G.M. Sunyol (paleografia i cant gregorià).Fou un profund coneixedor del cant tradicional i durant la seva joventut realitzà treballs d'investigació folklòrica per les comarques de Tarragona, Solsona, el Berguedà i el Pirineu lleidatà, i recopilà 3.342 documents. Després va anar a Barcelona a estudiar música, el 1916 funda la Schola Cantorum a la parròquia de Santa Madrona de Barcelona i el 1917 va ser nomenat cap del departament de música de la Biblioteca de Catalunya per recomanació del seu professor de musicologia Felip Pedrell (càrrec que va exercir fins al 1957). Des del 1919 va començar a estudiar els arxius espanyols de música. El 1923 va anar a completar els seus estudis a Alemanya, a la Universitat de Friburg de Brisgòvia, on pogué estudiar amb Wilibald Gurlitt, i a la Universitat de Göttingen, on ho feu amb Friedrich Ludwig i història amb H. Finke. El mateix any va col·laborar a la Revista Catalana de Música. El 1926 va guanyar un premi atorgat pel Centre de Lectura per la seva obra "Recull de cançons populars de la comarca del Camp". Al conservatori del Liceu va treballar de professor d'història de la música des del 1927, feina que també desenvolupà a la Universitat de Barcelona entre el 1933 i el 1936.
L'any 1936 va tornar a Alemanya, aquesta vegada com a refugiat polític. Es va refugiar a la casa de les Monges Alemanyes a Nymphenburg (Múnic). el 25 de març de 1939 mossèn Higini Anglès tornà de Nymphenburg a Barcelona. Juntament amb mossèn Antoni Batlle, realitzà les gestions per tal que les Monges Alemanyes poguessin obrir una escola a Barcelona. Aquesta escola es va anomenar en un primer moment Colegio de Santa Elisabet i es trobava en un edifici del senyor Tusquets situat al carrer Laforja 41 de Barcelona.
El 1941 va crear la col·lecció de llibres "Monumentos de la Música Española", que va dirigir fins a la seva mort, el 1969. El 1943 va ser nomenat director de l'Institut Espanyol de Musicologia del CSIC, del qual ell havia estat el inspirador i fundador, origen del Departament de Musicologia de la Institució Milà i Fontanals. i el 1947 fou designat director del Pontifici Institut de Música Sacra a Roma.
Va recuperar unes 3.300 cançons tradicionals fent una àmplia recerca per totes les comarques d'arreu de Catalunya. També va dedicar-se a l'estudi de la música culta de l'edat mitjana, publicant les obres de diversos autors com ara Alfons el Savi, Brudieu, Pujol, Cabanilles, Morales i Victoria. Els seus treballs estan recopilats a "Scripta musicologica Hygini Angles".
Va morir a Roma el 1969; fou traslladat i enterrat, el dia 14 de desembre, al cementiri de Maspujols. Té carrers dedicats a Maspujols, Reus i Tarragona, entre altres pobles i ciutats. L'auditori de l'Escola i Conservatori de Música de Reus (de la Diputació de Tarragona) duu el seu nom, i també existeix en el mateix conservatori el Concurs de Música de Cambra Higini Anglès.
El fons personal d'Higini Anglès es conserva a la Biblioteca de Catalunya.

## Obres
Va col·laborar amb Benito García de la Parra en la transcripció monódica de la Versión coral de 60 cantigas de Alfonso el Sabio, i amb Josep Subirà i Puig en el Catàlogo musical de la Biblioteca Nacional de Madrid (1946-51).
- Historia de la música medieval en Navarra, Aranzadi; Diputación Foral de Navarra. Institución Príncipe de Viana, Pamplona 1970
- Gloriosa contribución de España a la Historia de la Música Universal, Consejo Superior de Investigaciones Científicas; S.Aguirre, Madrid 1948
- La música española desde la edad media hasta nuestros dias: catálogo de la exposición histórica celebrada en conmemoración del primer centenario del nacimiento del maestro Felipe Pedrell (18 de mayo-25 de junio 1941), Diputación Provincial de Barcelona, Biblioteca Central, Barcelona 1941
- La música en la España de Fernando el Santo y de Alfonso el Sabio. Discurso leído el dia 28 de junio de 1943, en la recepción pública del... y contestación por el Excmo. Sr. R.P.Nemesio Otaño, Real Academia de Bellas Artes de San Fernando; Imp. Barcelona; Casa Provincial de Caridad, Madrid 1943
- La música a Catalunya fins al segle xiii, Institut d'Estudis Catalans, Biblioteca de Catalunya, Barcelona 1935
- Catálogo musical de la Biblioteca Nacional de Madrid, Consejo Superior de Investigaciones Científicas, Instituto Español de Musicología, Barcelona 1946-1951 (amb Subirà i Puig)
- Catàleg dels manuscrits musicals de la Col·lecció Pedrell, Institut d'Estudis Catalans, Barcelona 1921
- Opera Omnia, Biblioteca de Catalunya, Barcelona 1927-1989 (amb Cabanilles, Joan Baptista; Climent i Barber, Josep)
- Nel quarto centenario della morte di Antonio de Cabezón organista di Carlo V e di Filippo II, Ars Nova Tip., Roma 1966
- Atti del Congresso Internazionale di Musica Sacra, Roma, 25-30 maggio 1950, Desclée Cie, Roma 1952
- Historia de la música, Editorial Labor, Barcelona 1950 (amb Della Corte, Andrea; Pannain, G.)
- Opera omnia, Biblioteca de Catalunya, Barcelona 1926-1932 (amb Pujol, Joan Pau)
- Scripta musicologica, Edizioni di Storia e Letteratura, Roma 1975-1976 (amb López-Calo, José)
- Opera omnia, Consejo Superior de Investigaciones Científicas, Delegación de Roma, Barcelona 1952-1971 (amb Morales, Cristóbal)
- La música en la Corte de los Reyes Católicos II: Cancionero Musical de Palacio, Consejo Superior de Investigaciones Científicas; Instituto Diego Velázquez, Madrid 1947
- Diccionario de la música Labor, Editorial Labor, Barcelona 1954 (amb Pena i Costa, Joaquim; Querol i Gavaldà, Miquel)
- Recopilación de Sonetos y Villancicos a quatro y a cinco (Sevilla, 1560), Consejo Superior de Investigaciones Científicas, Instituto Español de Musicología, Barcelona 1946 (amb Vásquez, Juan)
- Historia de la música, Editorial Labor, Barcelona 1934, ...1965 (amb Wolf, Johannes; Subirà i Puig, Josep)
- Opera Omnia, Consejo Superior de Investigaciones Científicas, Barcelona 1965-1968 (amb Victoria, Tomás Luis de; Pedrell i Sabaté, Felip)
- Obras de música para tecla, arpa y vihuela recopiladas y puestas en cifra por Hernando de Cabezón su hijo, Consejo Superior de Investigaciones Científicas, Instituto Español de Musicología, Barcelona 1966 (amb Cabezón, Antonio de; Pedrell i Sabaté, Felip)
- El Còdex Musical de Las Huelgas: música a veus dels segles XIII-XIV, Institut d'Estudis Catalans, Biblioteca de Catalunya, Barcelona 1931
- Las Ensaladas (Praga 1581), Diputación Provincial de Barcelona, Biblioteca Central, Barcelona 1954 (amb Fletxa, Mateu)
- Sis quintets per a instruments d'arc i orgue o clave obligat, Institut d'Estudis Catalans, Biblioteca de Catalunya, Barcelona 1933 (amb Soler i Ramos, Antoni; Gerhard i Ottenwaelder, Robert)
- La música en la Corte de Carlos V, con la transcripción del Libro de cifra nueva para tecla, harpa y vihuela de Luys Venegas de Henestrosa (Alcalá de Henares, 1557), Consejo Superior de Investigaciones Científicas, Instituto Español de Musicología, Barcelona 1944, 1965
- La musica organistica della Spagna nei sec. XVI-XVII e l'opera di Cabanilles, Tip. Ars Nova, Roma 1962
- Les melodies del trobador Guiraut Riquier
- Il canto gregoriano e l'opera dell'Abate Dom G.M.Suñol, discorso commemorativo, Pontificio Istituto di Musica Sacra, Roma 1948
- Las canciones del rey Teobaldo: obra póstuma, Diputación Foral de Navarra, Pamplona 1973 (amb Sagaseta, Aurelio)
- La música de las Cantigas de Santa Maria del Rey Alfonso el Sabio, Diputación Provincial de Barcelona, Biblioteca Central, Barcelona 1943-1964
- Les "Cantigas" del rei n'Anfós el Savi, Imp. Subirana, Barcelona 1927
- L'opera di Morales e lo sviluppo della polifonia sacra spagnola nel 1500, [Embajada de España], Roma 1954
- La música en la Corte de los Reyes Católicos I: Polifonía religiosa, Consejo Superior de Investigaciones Científicas; Instituto Diego Velázquez, Madrid 1941
- Els Madrigals i la Missa de Difunts, Institut d'Estudis Catalans, Departament de Música de la Biblioteca de Catalunya, Barcelona 1921, 1981 (amb Brudieu, Joan; Pedrell i Sabaté, Felip)